# Liste der Monuments historiques in Saint-Servant
Die Liste der Monuments historiques in Saint-Servant führt die Monuments historiques in der französischen Gemeinde Saint-Servant auf.

## Liste der Bauwerke
| Bezeichnung                | Beschreibung | Standort                      | Kennzeichnung | Schutzstatus   | Datum          | Bild |
| -------------------------- | ------------ | ----------------------------- | ------------- | -------------- | -------------- | ---- |
| Kapelle                    |              | (Lage)                        | PA00091715    | Inscrit Classé | 1927 1945 1996 |      |
| Schloss                    |              | Castel (Lage)                 | PA56000015    | Inscrit        | 1997           |      |
| Kreuz                      |              | Route de Saint-Gobrien (Lage) | PA00091717    | Inscrit        | 1927           |      |
| Kreuz                      |              | (Lage)                        | PA00091718    | Inscrit        | 1927           |      |
| Croix de Rougentin (Kreuz) |              | Chemin de Quily (Lage)        | PA00091716    | Inscrit        | 1946           |      |
| Brunnen Saint Servais      |              | (Lage)                        | PA00091719    | Inscrit        | 1929           |      |
| Maison à l’Hôpital-Robin   |              | L’Hôpital-Robin (Lage)        | PA56000010    | Inscrit        | 1996           |      |

## Liste der Objekte

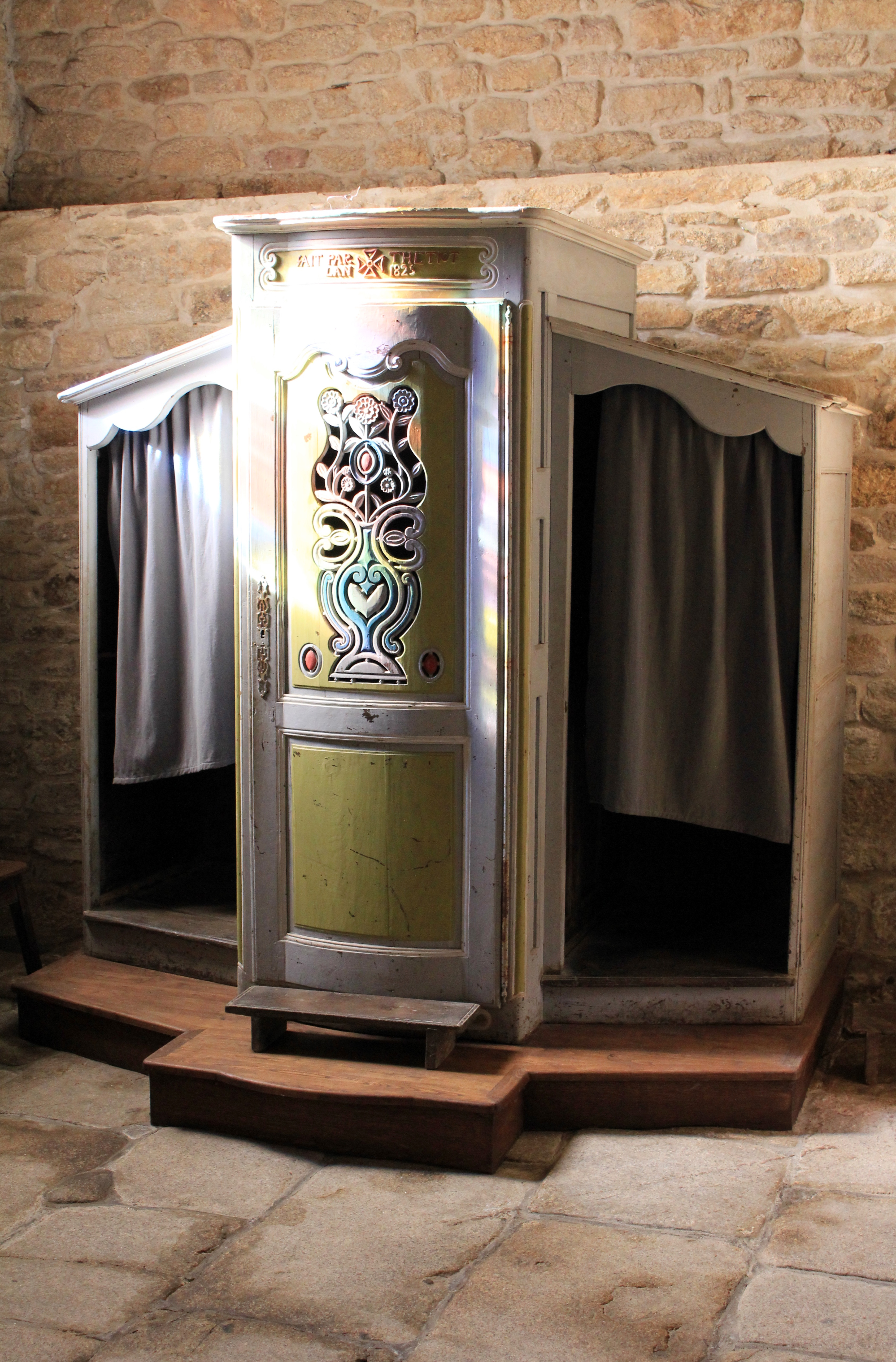
Beichtstuhl in der Kirche St-Servais (2. Viertel des 19. Jahrhunderts)

- Monuments historiques (Objekte) in Saint-Servant in der Base Palissy des französischen Kultusministeriums